# Externer Effekt

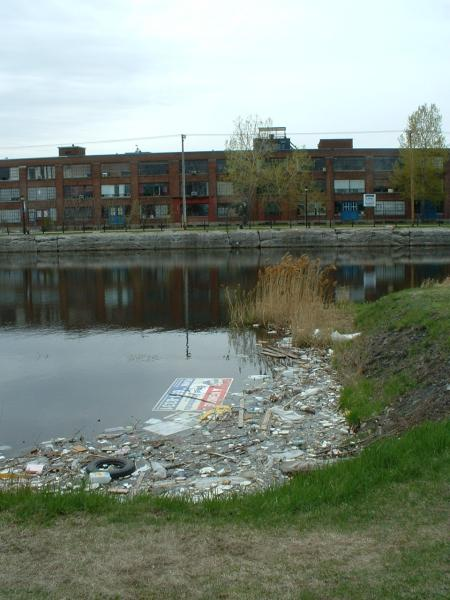
Umweltverschmutzung ist ein negativer (technologischer) externer Effekt

Als externen Effekt (auch Externalität) bezeichnet man in der Volkswirtschaftslehre und Umweltökonomik die nicht ausgeglichenen Auswirkungen einer ökonomischen Entscheidung, die nicht dem Entscheidungsträger angelastet werden können, weil zwischen dem Entscheidungsträger und dem von der Entscheidung Betroffenen keine über einen Preis- oder Marktmechanismus vermittelte Beziehung besteht.

## Allgemeines
Die beiden Akteure, der Entscheidungsträger als Verursacher und der Betroffene, sind also keine Marktteilnehmer. Verursacher und Betroffener sind zudem nicht identisch. Externe Effekte werden also nicht über Marktpreise abgegolten, die Entscheidungen eines Wirtschaftssubjekts wirken sich jedoch einseitig auf die Nutzenfunktion eines anderen Wirtschaftssubjekts aus. Die Produktionsfunktion eines Unternehmens und die Nutzenfunktion eines Privathaushalts können Betroffene sein, wenn diese Funktionen ein von einem anderen Entscheidungsträger kontrolliertes Element enthalten.
Externe Effekte stören das reibungslose Funktionieren eines Marktes. Treten externe Effekte auf einem Markt auf, führen sie zu einem Marktversagen, weil die tatsächliche Marktentwicklung und die Pareto-effiziente Ressourcenallokation nicht mehr übereinstimmen. Der Hersteller eines Gutes mit positiven externen Effekten trägt Kosten, an denen sich nicht alle Nachfrager beteiligen, Hersteller von Gütern mit negativen externen Effekten müssen nicht alle Kosten tragen, die durch die Produktion ihrer Güter verursacht werden. Daraus lässt sich folgern, dass bei Gütern mit positiven externen Effekten mit einer Unterversorgung zu rechnen ist und bei Gütern mit negativen externen Effekten es zu einer Überversorgung durch den Markt kommt. Deshalb forderte Arthur Cecil Pigou, dass der Staat bei diesem Marktversagen eingreifen müsse, indem er durch Staatsinterventionen die externen Kosten internalisiere.
Die Internalisierung ist eine Strategie, externe Kosten dem Verursacher anzulasten bzw. ihm externe Erträge zu vergüten, um die durch externe Effekte entstandene Fehlallokation zu beseitigen. Verursachungsgerechtigkeit ist das Resultat einer Internalisierung sämtlicher Kosten, und internalisierte externe Effekte können Indikator für Verursachungsgerechtigkeit sein. Fehlende Verursachungsgerechtigkeit kann (wie auch Externalitäten) zu Marktversagen führen und staatliches Eingreifen erfordern. Gelingt die Internalisierung, gibt es kein Marktversagen mehr. Hier setzt das Coase-Theorem an, das durch Verhandlungen eine Problemlösung anbietet. Die Umweltökonomik und Ressourcenökonomik bieten Strategien zur Internalisierung externer Effekte an.
Bei Allmendegütern (etwa Straßen, Wälder, Gewässer) kann es zur Übernutzung (Verkehrsinfarkt, Überweidung, Überfischung, Überjagung) kommen, weil keine oder zu geringe Marktpreise verlangt werden. Im Verkehrsstau ist eine Übernutzung der Verkehrsnetze zu sehen.
Wenn von Gütern oder Dienstleistungen ausschließlich externe Effekte ausgehen, handelt es sich um öffentliche Güter oder Kollektivgüter, die nicht marktfähig sind. Die Auswirkungen ökonomischer Entscheidungen müssen sich auf Unbeteiligte erstrecken und werden von niemandem bezahlt oder ausgeglichen.
Volkswirtschaftlich gesehen begründen sie eine Form von Marktversagen und können staatliche Interventionen notwendig werden lassen. Ein Beispiel sind die durch die Allgemeinheit zu tragenden Folgen des Klimawandels, die nicht im Flugticketpreis einer Flugreise oder im Preis von Rindfleisch enthalten sind, obwohl der Konsum dieser Produkte durch den CO2- bzw. Methan-Ausstoß in einem erheblichen Maß zum Klimawandel beiträgt. Diese Folgen sind somit ein externer Effekt des Konsums dieser Produkte und eine CO2-Bepreisung ein Weg der Internalisierung dieser externen Kosten.

## Definition der Neuen Institutionenökonomik
Aus Sicht der neuen Institutionenökonomik ist eine ökonomische Entscheidung mit unkompensierten Auswirkungen auf Dritte zunächst als Interdependenz zu sehen. Ein externer Effekt liegt dann vor, wenn die Interdependenz im Rahmen des vorhandenen Ordnungsrahmens nicht in die Entscheidung mit einbezogen wird. Da die Schaffung eines Ordnungsrahmens als Staatsaufgabe gesehen wird, ist die Externalität vielmehr als Staatsversagen zu deuten. Bei dieser Definition ist also nicht nur die gegenseitige Beeinflussung relevant, sondern auch entscheidend, warum es zu dieser Interdependenz kommt.

## Externe Kosten und externe Erträge
Externe Kosten (oder soziale Kosten) sind in Geldeinheiten bewertete negative externe Effekte, externe Erträge (oder externer Nutzen) sind in Geldeinheiten bewertete positive externe Effekte.
Der Begriff „externe Kosten“ wurde 1920 von Arthur Cecil Pigou in die Volkswirtschaftslehre eingeführt, als er den Rauch aus einem Fabrikschornstein beschrieb. Karl William Kapp legte 1958 eine umfangreiche Sammlung von empirischem Material vor.

## Arten

### Negative externe Effekte
Externe Kosten fallen vor allem im Energie- und Verkehrsbereich an. Im Verkehr stellt sich die Situation wie folgt dar: Jede Verkehrsleistung umfasst einen bestimmten Nutzen (in der Regel das Erreichen eines Ziels) und Kosten. Diese Kosten bzw. der Nutzen fallen allerdings nicht vollständig bei denjenigen an, die die Verkehrsleistung in Anspruch nehmen (Verkehrsnutzer). Einige dieser Kosten werden anderen Personen bzw. der gesamten Gesellschaft angelastet. Man kann daher zwischen den „internen“ oder privaten Kosten, die von der an der Verkehrsleistung beteiligten Person getragen werden (z. B. Zeitaufwand, Fahrzeug- und Kraftstoffkosten) und den „externen Kosten“ (den Kosten, die von anderen getragen werden, z. B. Straßenbau und -instandhaltung, Folgekosten von Abgasemissionen, Straßenlärmsanierung) unterscheiden. Die Summe aus beiden Kostenarten wird als „soziale Kosten“ bezeichnet (nicht zu verwechseln mit Sozialkosten). Negative externe Effekte entstehen dann, wenn das Wohlbefinden eines Individuums durch die Tätigkeiten eines anderen Individuums beeinträchtigt wird, das diese „Nebeneffekte“ bei seinen Entscheidungen nicht berücksichtigt. Davon ausgehend können negative externe Effekte einerseits von der Produktionsseite (z. B. Luftverschmutzung einer Fabrikanlage) oder auch von der Konsumseite (z. B. lautes Musikhören am späten Abend) her entstehen.

### Positive externe Effekte
Beispiele für positive externe Effekte sind:
- Ein Unternehmen investiert in einen Standort und schafft damit Arbeitsplätze. Infolge kommt es zu weiteren Investitionen und Umsatzsteigerungen in Bäckereien, Apotheken und so weiter und der Ort nimmt einen Aufschwung.
- In einer Straße siedelt sich ein populärer Laden an. Die Straße wird dadurch belebter und auch die anderen Läden machen dadurch mehr Umsatz.
- Eine Firma führt Forschung und Entwicklung durch und veröffentlicht die Ergebnisse. Sie hat zwar dadurch selbst einen Gewinn, andere Firmen profitieren jedoch ebenfalls davon. Ihre Mitarbeiter gewinnen bei der Arbeit wertvolles Spezialwissen und setzen teilweise ihren beruflichen Weg in anderen Unternehmen fort.
- Der Gebrauch eines Parfüms hat eine (oft) angenehme und daher Nutzen erhöhende Wirkung auf andere, wir erwarten jedoch keine monetäre Entschädigung dafür.
- Der Angerufene eines Telefongespräches gelangt in den Genuss einer kostenlosen Kommunikation.
- Der Eigentümer eines Grundstücks baut einen Deich oder eine Straße. Andere profitieren, indem sie sich im Schutzbereich des Deiches oder im Nutzungsbereich der Straße ansiedeln.

Positive externe Effekte können auf der Produktions- oder auch auf der Konsumseite liegen.
Im Sinne der öffentlichen Wohlfahrt werden Tätigkeiten, die einen positiven externen Effekt verursachen, in zu geringem Maße durchgeführt. So kann angenommen werden, dass ohne entsprechende Förderung wenig öffentliche Forschung im industriellen Bereich durchgeführt wird. Dem kann durch Definition und den Schutz von geistigen Eigentumsrechten (z. B. in Form von Patenten) teilweise entgegengewirkt werden.  Ein großer Teil des Bildungsmarktes und der Forschung wird aber in allen Ländern öffentlich finanziert oder hoch subventioniert. In der Erwartung positiver Externer Effekte können somit Subventionen vergeben werden. Dabei liegen die externen Effekte oft auch im Bereich Umwelt oder in der Schaffung von Arbeitsplätzen.
Die von einem externen Nutzen profitierenden Dritten werden in manchen Konstellationen als Trittbrettfahrer bezeichnet, da sie ein Gut nutzen, ohne dafür zu zahlen.  An dieser Stelle wird oft der Deichbau diskutiert. Baut der Eigentümer eines Grundstücks, das sich nahe an einem überflutungsgefährdeten Gewässer befindet, einen Deich, so genießen die dahinter liegenden Grundstücke zwar den Schutz durch den Deich, die Kosten muss aber nur der Eigentümer des Deichs tragen. Somit wird der Deich von einigen als Beispiel eines öffentlichen Gutes betrachtet, welches vom Staat über Steuergelder finanziert werden muss. Dennoch haben es in den vergangenen Jahrhunderten Deichverbände geschafft, die Kosten für Deiche auf die Nutznießer ohne staatliche Eingriffe zu verteilen.

## Beispiele
Die abstrakten Beschreibungen finden sich im Alltag in folgenden Beispielen wieder. Die Hauptsektoren, an denen externe Effekte erklärt werden können, sind insbesondere Umwelt oder Verkehrswesen.

### Umwelt
Umweltschäden stellen ökonomisch gesehen ein Problem negativer externer Effekte dar. Umweltschäden werden durch Umweltverschmutzung verursacht. Dazu gehören Abgase, Abwässer, Abfall (entsorgte Stoffe in fester Form bzw. in Behältern), Schadstoffe und unter Umständen auch Mikroorganismen sowie nicht-stoffliche Emissionen wie Strahlung, aber auch Lärm und Lichtverschmutzung. Diese externen Kosten müssen monetarisiert werden und werden durch alle Wirtschaftssubjekte (Unternehmen, Privathaushalte, Staat) verursacht, diesen aber meist nicht angelastet.
Die Umweltpolitik versucht, durch Gebote, Verbote, Auflagen, Umwelthaftungsgesetz, Ökosteuern und Grenzwerte die Umweltschäden zu begrenzen oder gar zu verhindern.

#### Externe Kosten bei der Energieerzeugung
Die externen Kosten im Energiebereich ergeben sich primär aus der Emission von Schadstoffen bei der Energiewandlung, die wiederum Schädigungen der Gesundheit von Mensch und Tier sowie von Ökosysteme verursachen, als auch aus der Emission von Treibhausgasen, insbesondere Kohlenstoffdioxid, und der sich daraus ergebenden Folgen der globalen Erwärmung. Daneben spielen noch weitere Faktoren eine Rolle.
Berechnung monetärer Kosten der Externalitäten
Schätzungen für letztliche finanziellen Kosten der Kohlenstoffdioxidemissionen variieren recht stark; in der Literatur sind Werte zwischen 10 und 1000 Dollar/Tonne zu finden. Das deutsche Umweltbundesamt nannte 2021 195 Euro/Tonne CO2eq unter der Annahme, dass die Wohlfahrt der heute lebenden Generationen höher gewichtet wird als die Wohlfahrt zukünftiger Generationen, und 680 Euro Euro/Tonne CO2eq, sofern die Wohlfahrt heutiger und zukünftiger Generationen gleich gewichtet wird. Dabei verweisen die Autoren darauf, dass sie ein Schadenskostenmodell nutzen, „dessen Ergebnisse im unteren Bereich“ der vollen Bandbreite von Schadenskostenschätzungen liegen. In einer Neuberechnung aus dem Jahr 2024 kam das UBA auf 250 bzw. 860 Euro/Tonne CO2eq und bezifferte damit die Umweltkosten in den Bereichen Straßenverkehr, Strom- und Wärmeerzeugung in Deutschland auf mindestens 241 Milliarden Euro.
Eine 2018 erschienene Studie bezifferte die sog. „sozialen Kosten von Kohlenstoff“ auf mehr als 400 Dollar/Tonne, was mehr als doppelt so hoch ist wie die zuvor ermittelten Werte von etwa 150 bis 200 Dollar/Tonne. Umgerechnet auf die Emissionen des Jahres 2017 entspricht dies einem Schaden von mehr als 16 Billionen US-Dollar pro Jahr. 2015 wurden die externen Kosten fossiler Energieerzeugung für das Jahr 2013 noch auf 4,9 Billionen US-Dollar bzw. auf mehr als 150 Dollar pro Tonne Kohlenstoffdioxid beziffert. Für 2015 wurden die Subventionen bei Einberechnung der ökonomischen Kosten von Umwelt-, Klima- und Gesundheitsschäden usw. auf 5,3 Billionen US-Dollar geschätzt. Die durch die Verbrennung fossiler Energieträger ausgelöste globale Erwärmung gilt als das größte Marktversagen der Geschichte.
Internalisierung externer Faktoren
Soll, wie im Liberalisierung angestrebt der Markt die volkswirtschaftlich effizienteste Produktionsweise finden, so müssen hierfür zwingend alle wettbewerbsverzerrenden Faktoren vermieden und eine Kostenwahrheit durch Internalisierung aller externen Faktoren hergestellt werden. Geschieht dies nicht, können die Effizienzvorteile eines liberalisierten Marktes durch negative Effekte auf die Umwelt zunichtegemacht werden. Möglichkeiten zur Herstellung dieser Kostenwahrheit sind liberalisierungsfremde Lenkungsabgaben wie z. B. eine CO2-Steuer oder ein funktionierender Emissionshandel. Einem völlig freien Energiemarkt sind durch diese notwendigen Mechanismen Grenzen gesetzt. Bisher (April 2014) ist eine Internalisierung dieser externen Effekte nur zu einem kleinen Teil erfolgt, eine vollständige Internalisierung ist nicht absehbar. So zieht z. B. der Jahresbericht Energieverbrauch in Deutschland im Jahr 2013 der AG Energiebilanzen das Fazit, dass „die mit dem Emissionshandel intendierten Anreize für ein emissionsminderndes Verhalten bei derartigen Zertifikatspreisen [von ca. 5 Euro/Tonne] nicht zu erwarten“ seien. Allein die externen Kosten von Braunkohlebergbau und -verstromung wurden für Deutschland im Jahr 2015 auf 15 Mrd. Euro beziffert.

#### Externe Kosten im Nahrungsmittelsystem
Externe Klimakosten

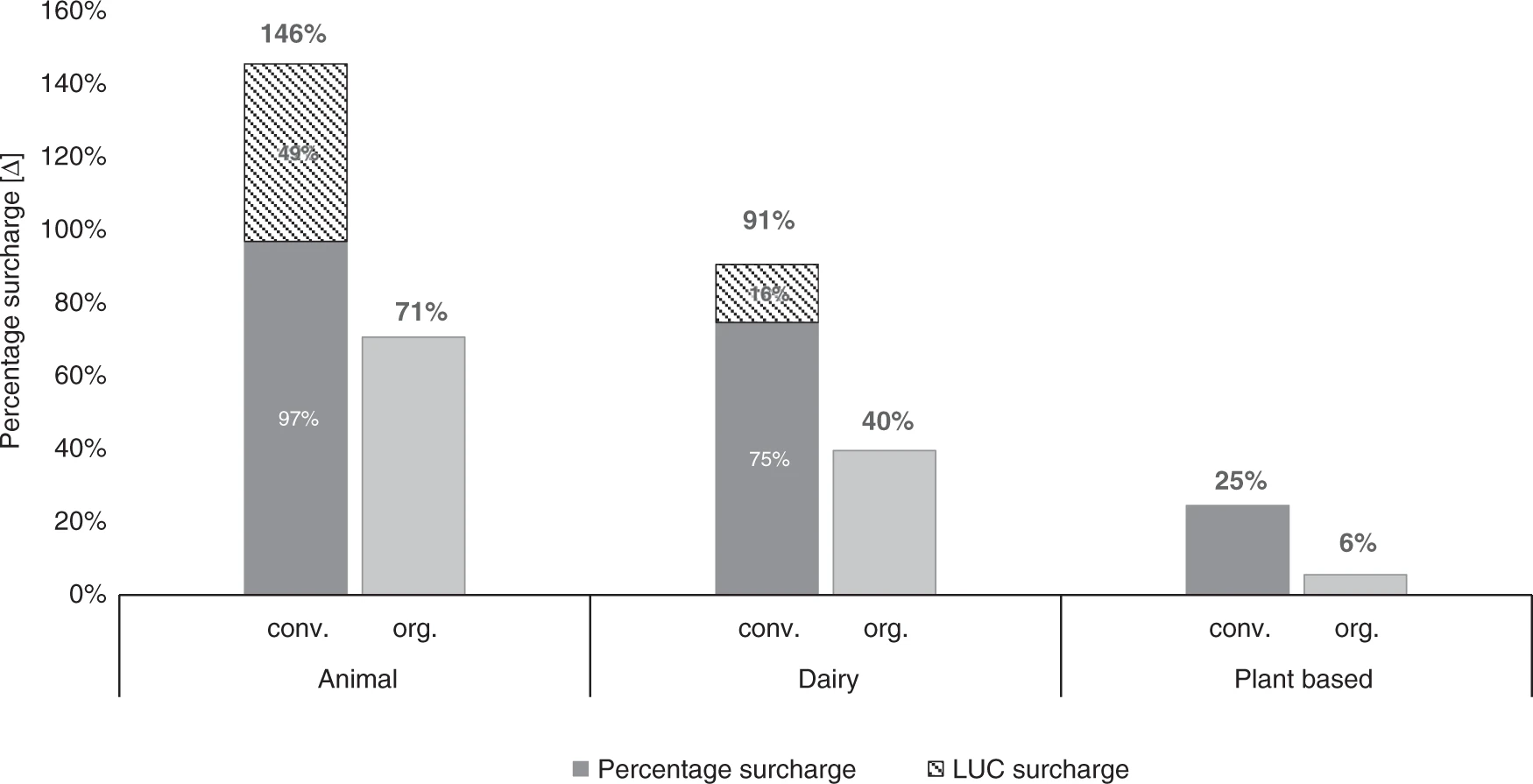
„Erhöhte relative prozentuale Preise [∆] für breite Kategorien […], wenn die externen Effekte von Treibhausgasemissionen in den Erzeugerpreis einbezogen werden.“

Eine Analyse externer Klimakosten von Lebensmitteln zeigt, dass diese typischerweise bei Fleischprodukten am höchsten sind, diese von konventionellen Milchprodukten gefolgt werden und bei pflanzlichen Bio-Lebensmitteln am niedrigsten sind. Die Studie kommt zu dem Schluss, dass die gegenwärtigen monetären Bewertungen „unzureichend“ sind und Regulierung für deren Senkung möglich und dringlich ist.

#### Verkehrswesen
Durch die Entscheidung eines Verkehrsteilnehmers, am Straßenverkehr teilzunehmen, kommt es zu einer zusätzlichen Netzlast des – bereits durch andere Verkehrsteilnehmer genutzten – Straßennetzes, die Verkehrsdichte erhöht sich. Bei einem höheren Verkehrsfluss kommt es zur Rivalität zwischen den Verkehrsteilnehmern, die sich insbesondere im Verkehrsstau vor allem zur Hauptverkehrszeit zeigt und zu einer Verlängerung der Fahrzeit (mit der Folge einer Verspätung) führt.
Die größten externen Kosten im Straßenverkehr entstehen durch die Nutzung der Verkehrsinfrastruktur. Diskutiert werden Umweltschäden (durch Schadstoffemission) und in jüngerer Zeit die durch Verkehrsstaus verursachten Staukosten und die Unfallkosten. Außerdem gehören der Straßenverkehrslärm, Verkehrsunfälle oder die Abnutzung des Straßennetzes zu den externen Kosten. Externe Kosten können im Verkehrswesen nur teilweise internalisiert werden, also dem Verursacher angelastet werden (Mautgebühren, Parkgebühren, emissionsorientierte Kraftfahrzeugsteuer usw.). Das Marktversagen, etwa in Form des Verkehrsinfarkts, kann hierdurch nicht verhindert werden.
Diese Aussagen gelten sinngemäß auch für andere Verkehrsnetze (wie Schienennetz, Wasserstraßennetz oder Flugstraßennetz).
Weitere Beispiele
Weitere Beispiele zeigt die folgende Tabelle:
| Wirtschaftssubjekte | externe Kosten                                                                   | externe Erträge                                                                            |
| ------------------- | -------------------------------------------------------------------------------- | ------------------------------------------------------------------------------------------ |
| Industrie           | Luft- und Gewässerverschmutzung                                                  | wird durch Umweltrecht oder grüne Beschaffung verringert                                   |
| Landwirtschaft      | intensive Landnutzung führt zur Überdüngung                                      | ökologische Landwirtschaft minimiert Risiken, biologischer Gartenbau pflegt die Landschaft |
| Privathaushalte     | kriminelle Kinder schaden der Gesellschaft Impfgegner erhöhen die Infektionsrate | gut erzogene Kinder nutzen der Gesellschaft Impfungen sorgen für hohe Immunität            |

### Weitere Beispiele
|                                               | Empfangsbereich Produktion                                      | Empfangsbereich Konsum                                      |
| --------------------------------------------- | --------------------------------------------------------------- | ----------------------------------------------------------- |
| Aussendungsbereich Produktion, ext. Nachteile | Industrielle Flussverunreinigung verringert Fischfangergebnisse | Industrielle Flussverunreinigung zerstört Bademöglichkeiten |
| Aussendungsbereich Produktion, ext. Vorteile  | Staudamm zur Stromgewinnung schützt Ackerland vor Überflutung   | Staudamm wird zum Ausflugsziel                              |
| Aussendungsbereich Konsum, ext. Nachteile     | Skifahrer zerstören Weideland                                   | Zigarettenkonsum schädigt Nichtraucher                      |
| Aussendungsbereich Konsum, ext. Vorteile      | Jagd erhöht landwirtschaftlichen Ertrag                         | Blumenbeet wird zur Augenweide                              |

Nebenstehende Tabelle soll Beispiele für eine Reihe möglicher externer Effekte geben.
Beispiel
Ein Handwerker führt in einer Wohnung eine Reparaturarbeit aus. Folgende Personen sind hiervon betroffen:
- der Wohnungsbesitzer (bezogen auf die Transaktion profitiert er in Form eines positiven internen Effekts),
- die Frau des Wohnungsbesitzers (positiver externer Effekt),
- der entstehende Lärm stört den Nachbarn (negativer externer Effekt).

Ein staatlicher Eingriff könnte in diesem Fall durch die Entschädigung des Nachbarn erfolgen, damit er für den erlittenen negativen externen Effekt entschädigt wird. Gleichzeitig könnte die Ehefrau verpflichtet werden, für die Erlangung des externen Nutzens einen Beitrag zu leisten.

## Formen

### Intrapersonell
Der Begriff intrapersoneller externer Effekt bezeichnet in der Wirtschaft Lerneffekte, die zur Folge haben, dass eine Person den Konsum eines Gutes wegen Informationsmängeln vor dem Verzehr anders beurteilt als danach, weil der Konsum eine Änderung der Präferenzen bewirkt.
Hierbei bezieht sich „extern“ auf „außerhalb der Rechnungsperiode“. Ein Beispiel für einen intrapersonellen externen Effekt ist eine Drogenabhängigkeit, wenn die Gefahr einer Abhängigkeit zuvor nicht bekannt war.

### Psychologisch
Der Begriff psychologischer externer Effekt bezeichnet in der Wirtschaft Interdependenzen der Nutzenfunktionen, ohne dass ein physischer Zusammenhang besteht. Dieser kann beispielsweise altruistischer oder auch neidischer Natur sein.
Ein Beispiel ist der Kauf eines neuen Autos: Dabei entsteht eine Externalität in Form einer positiven Anteilnahme (Gunst) oder des Neids beim Nachbarn.

### Positional
Die Interdependenz in der Nutzenfunktion kann in relativem Konsum bestehen, im Verhältnis des Konsums einer Person zu dem einer anderen. In diesem Fall spielt die Position zwischen den Beteiligten eine Rolle, man spricht dann auch von positionalen Externalitäten, die entstehen. Erhöht eine Person ihren relativen Konsum sogenannter positionaler Güter, so erleidet die andere Person, indem sie zurückfällt, Nutzeneinbußen, d. h. einen negativen externen Effekt. Beispielsweise scheint, Befragungen im Labor zufolge, der Bau eines besonders teuren Hauses in der Nachbarschaft den Nutzen aus einem relativ kleineren Haus zu beeinträchtigen. Die Wirkung der Position muss nicht in Neid oder Gunst bestehen, sie kann auch nicht-psychologische Aspekte wie soziale Anerkennung, Einkommens- oder Machtgefüge ändern. So kann die besonders teure, maßgeschneiderte Kleidung in einem Bewerbungsgespräch die Chancen des Bewerbers gegenüber anderen erhöhen. Positionaler Konsum kann zu regelrechtem Wettrüsten – sogenannten Positionswettbewerben – führen.

### Pekuniär
Als pekuniärer externer Effekt werden die Auswirkungen von Entscheidungen einer Person auf die Einkommensverteilung zwischen Personen bezeichnet, auf die betroffene Dritte keinen Einfluss haben, die jedoch über den Markt vermittelt werden. Hierbei bezieht sich „extern“ auf das „Fehlen von Mitbestimmungsmöglichkeiten“.
Ein Beispiel für einen pekuniären externen Effekt sind Gewinneinbußen bei einer Person durch die Nachfragestrukturveränderung bei einer anderen Person. Durch das Angebot eines Billiganbieters wird beispielsweise der Gewinn anderer Unternehmen gesenkt. Ein anderes Beispiel ist die gestiegene Nachfrage Chinas nach Stahl in der ersten Dekade des 21. Jahrhunderts (aufgrund des rasanten Wirtschaftswachstums), die Eisen verknappte und damit verteuerte.
Im Gegensatz zu technologischen Externalitäten wirken pekuniäre Externalitäten direkt in den Angebots- und Nachfragefunktionen des Marktes und werden deshalb auch selbstständig internalisiert. Das Marktversagen durch die externen Effekte (positiv oder negativ) kann somit auch ohne Eingriffe von außen den Markt zur Anpassung veranlassen.

### Technologisch
Die Theorie der technologischen externen Effekte spielt unter anderem bei der wirtschaftstheoretischen Betrachtung von Umweltverschmutzung (Umweltökonomie) in Form der dort auftretenden negativen externen Effekte eine prominente Rolle (siehe Umweltpolitik). Hierbei tritt Marktversagen auf. Als nicht weniger bedeutend sind auch die positiven externen Effekte insbesondere der Grundlagenforschung zu nennen, mit denen staatliche Forschungssubventionen legitimiert werden können – obwohl die Interpretation von Grundlagenforschung als öffentliches Gut vielleicht in diesem Fall noch besser zutrifft.
Technologische Externalitäten (positiv oder negativ) wirken in Produktions- und Nutzenfunktionen der Unternehmen und Haushalte und bedingen Marktversagen. Um effiziente Ressourcenallokation und Produktionsmengen zu erreichen, muss von außen in den Markt eingegriffen werden, um die technologischen Externalitäten zu internalisieren.
Externe Kosten sind Kosten, die nicht vom Verursacher, sondern von anderen beglichen werden. In der Regel kommt zumindest in Teilen der Steuerzahler dafür auf. Externe Kosten stellen den negativen Teil der externen Effekte dar. Ein externer Nutzen liegt dann vor, wenn der Verursacher (des externen Nutzens) nicht in den Genuss des vollständigen Nutzens kommt.

## Messung und Bewertung
Um externe Effekte zu beschreiben und diese in Entscheidungsfindungsprozesse zu integrieren, ist es laut konventioneller ökonomischer Theorie notwendig, diese zu messen und in Geld zu bewerten. Es gibt kein allgemeingültiges Verfahren, die Schätzungen externer Kosten können daher je nach verwendetem Modell oder Erhebungs-Verfahren stark schwanken.

## Strategien und Instrumente
Das ökonomische Problem der externen Effekte liegt darin, dass die Verursacher der externen Effekte diese nicht in ihrem wirtschaftlichen Kalkül beachten. Ohne Staatseingriff werden also im Falle negativer externer Effekte gesamtgesellschaftliche Kosten verursacht, da sie vom Entscheider nicht berücksichtigt werden bzw. im Falle positiver externer Effekte gesamtgesellschaftliche Nutzen nicht verursacht, da der Entscheider nicht von ihnen profitieren würde. Beides ist aus wohlfahrtsökonomischer Sicht nicht wünschenswert und führt daher häufig zu staatlichen Eingriffen. Externe Effekte verhindern die Pareto-Optimalität eines Marktes. Zur Verhinderung externer Effekte stehen mehrere Möglichkeiten zur Verfügung, wobei die besten Lösungen durch eine Internalisierung erreicht werden, also eine Einbeziehung der externen Effekte in das Marktgeschehen.
Externe Effekte können durch einen Maßhalteappell (moral persuasion) abgemildert werden, sind aber eine schwache Maßnahme.
Es können auch allgemeine Regeln aufgestellt werden, die durch eine Verhandelbarkeit der Eigentumsrechte zu einer Internalisierung führen. Diese Lösung stützt sich auf das Coase-Theorem. Ein Beispiel hierfür ist der Emissionsrechtehandel. Eine andere Lösung sieht vor, den Schädiger nach dem Verursacherprinzip haften zu lassen.
Auch bestehen Möglichkeiten zu einer staatlichen Intervention: So könnten externe Effekte durch staatliche Bereitstellung abgemildert werden, oder durch den Staat Gebote, Verbote und Auflagen verhängt werden. Steuern, Subventionen und Vergütungen für gemeinwirtschaftliche Leistungen (Ökobonus) sind weitere marktwirtschaftliche Instrumente der Internalisierung externer Kosten. Hier sind Lenkungsabgaben wie die Pigou-Steuer (Sozialkostenabgabe) mit ihrer internalisierenden Wirkung ebenso zu nennen, wie der Standard-Preis-Ansatz. Diese haben den Vorteil, dass sie im Gegensatz zu Verboten den Wirtschaftssubjekten die Wahlfreiheit belassen, die Kosten dort zu reduzieren, wo dies zu den tiefsten Kosten möglich ist. Indem jedem Gut seine wahren, externen Kosten angelastet werden, erhalten Produzenten, Konsumenten, Verkehrsteilnehmer oder andere am Markt teilnehmenden Bürger die richtigen Preissignale. Dadurch verbessert sich im Idealfall (Win-Win) nicht nur die Umwelt, sondern auch die gesamtwirtschaftliche Wohlfahrt. Dies wird in der Doppelte-Dividenden-Hypothese formuliert und in der Praxis angewandt: In der Schweiz etwa werden die CO2-Abgabe (Preis-Standard-Ansatz) und die leistungsabhängige Schwerverkehrsabgabe (Pigou-Steuer), bei der die Höhe der Abgabe auf der Schätzung externer Kosten basiert, als Lenkungsabgaben kalkuliert. Durch eine Rückvergütung an Bürger und Unternehmen bleibt die Gesamtbelastung weitgehend fiskalquoten-neutral (aufkommensneutral).
Auch die Lkw-Maut, der Wassercent (Wasserpfennig) und die Ökosteuern in Deutschland können unter dem Aspekt der Internalisierung externer Kosten betrachtet werden. Auch können Zertifikate die Wirkungen externer Effekte abmildern.
Als Gegenbeispiel dazu können Kosten auch externalisiert werden. Hierbei werden die entstandenen und noch entstehenden Kosten in andere Regionen oder auf nachfolgende Generationen umgewälzt. Vor allem im klassischen Fall eines Marktversagens wird diese Alternative regelmäßig angewendet.